# Korosz sosnowy
Korosz sosnowy (Corticeus pini) – gatunek chrząszcza z rodziny czarnuchowatych i podrodziny Diaperinae.

## Taksonomia
Gatunek ten opisany został po raz pierwszy w 1799 roku przez Georga W.F. Panzera pod nazwą Hypophloeus pini.

## Morfologia
Chrząszcz o mocno wydłużonym, walcowatym ciele długości od 2,8 do 4 mm, z wierzchu błyszczącym i nagim, ubarwionym jednolicie czerwonobruntanie lub brunatnie.
Głowa ma prawie dwukrotnie szersze niż dłuższe, na przedzie wykrojone oczy.
Przedplecze jest wyraźnie szersze od głowy, nieznacznie dłuższe niż szersze, najszersze w przedniej ⅓, w przedniej części wypukłe, a dalej nieco ku tyłowi zwężone, o przednich kątach wyraźnych, krawędziach bocznych przed tylnymi kątami prostych, tylnych kątach zaostrzonych, niewystających i nieuniesionych, a powierzchni drobno i regularnie punktowanej. Pokrywy są tak szerokie jak przedplecze, dwukrotnie dłuższe niż na przednim brzegu szerokie, o równoległych bokach, sklepionej okolicy przyszwowej, drobno, regularnie i bezładnie punktowanej powierzchni oraz, zwykle, o rzędach zaznaczonych nieco ciemniejszymi od tła liniami. Stosunkowo duże pygidium cechuje drobne punktowanie. Odnóża są krótkie i chude.

## Ekologia i występowanie
Owad zasiedlający głównie lasy iglaste i mieszane. Jest chrząszczem saproksylicznym, związanym z drzewami iglastymi, najczęściej z sosnami. Bytuje pod przegrzybiałą korą i w korytarzach kornikowatych.
Gatunek palearktyczny. W Europie znany jest z Portugalii, Hiszpanii, Francji, Belgii, Niemiec, Szwajcarii, Liechtensteinu, Austrii, Włoch, Estonii, Polski, Czech, Słowacji, Węgier, Białorusi, Ukrainy, Rumunii, Chorwacji, Grecji oraz europejskiej części Rosji, w Afryce z Wysp Kanaryjskich i Tunezji, a w Azji z anatolijskiej części Turcji, Syrii, Libanu, Izraela, syberyjskiej i dalekowschodniej części Rosji oraz Mongolii.
W całej Europie Środkowej jest rzadki i widywany sporadycznie. W Polsce podawany jest z nielicznych stanowisk. W Czechach stwierdzony został na kilku tylko stanowiskach. Na „Czerwonej liście gatunków zagrożonych Republiki Czeskiej” umieszczony został jako gatunek krytycznie zagrożony wymarciem (CR).